# Urh Kastelic
Urh Kastelic (* 27. Februar 1996 in Brežice) ist ein slowenischer Handballtorwart, der derzeit beim deutschen Bundesligisten TBV Lemgo Lippe unter Vertrag steht.

## Karriere
Kastelic begann das Handballspielen beim slowenischen Verein RK Krško und wechselte im Alter von 16 Jahren zum RK Celje. In der Saison 2013/14 wurde er an RD Slovan Ljubljana ausgeliehen. Nachdem Kastelic anschließend nach Celje zurückgekehrt war, wurde er im Februar 2015 an den slowenischen Erstligisten RK Branik Maribor ausgeliehen. Ab Februar 2017 wurde Kastelic an den ungarischen Erstligisten Pick Szeged ausgeliehen, um dort den verletzungsbedingten Ausfall von Marin Šego zu kompensieren. Im Sommer 2017 wurde Kastelic vom kroatischen Spitzenverein RK Zagreb verpflichtet, mit dem er 2018 und 2019 sowohl die kroatische Meisterschaft als auch den kroatischen Pokal gewann. Im Jahr 2019 schloss er sich dem Bundesligisten Frisch Auf Göppingen an. Zur Saison 2022/23 wechselte Kastelic zum Ligakonkurrenten TBV Lemgo Lippe.
Kastelic gewann mit der slowenischen Junioren-Auswahl die Goldmedaille bei den Olympischen Jugend-Sommerspielen 2014 in Nanjing. Mittlerweile gehört er dem Kader der slowenischen Nationalmannschaft an, mit der er die Bronzemedaille bei der Weltmeisterschaft 2017 gewann.